# Заштита од града у пиротском крају (обичаји)
Од ватре, грома, града и олујних облака празнује се више празника. Од грома, олујних облака и града најстроже се празнује Џерман 25. маја, а затим Вратолома 24. јуна. У Добром Долу врло строго празнују још и Црни торник, први уторак по Ђурђевдану, а у Вави, уз Џермана, празнују још и Сирну суботу. Нешто мање строго празнују се Унурија 25. јуна и Алисеј 27. јуна. А само од грома и ватре празнују се Верижице 29.јануара и Свети Илија, 2. августа. Само од пожара празнују се Горешњаци, три последња дана јула, од којих је Свети Ћирик, први дан, „најопасан".

## Џерман
Празници од грома, града и олујних облака концентрисани су само на период када се баш такви облаци често јављају, а Џерман је на самом почетку највећих непогода. „Ми празњујемо празници који су зли - оди-вбду, оди - огањ, оди грмљавину и оди змије, Водице оди - воду, а оди · огањ Јужице–верљкице и Горешњаци." (Завој). Сви ови празници празнују се са страхопоштовањем као да се има посла са најопаснијим злом. Народ сматра да онај који нарушава строгу празничну дисциплину о Џерману и Вратоломеју изазива божји гнев на читаво село и крај, па сујеверни страх подстиче да се прекршиоци гоне са поља, па макар радили и најбезначајније послове, испрежу им запрегу на путу, псују их, вређају и куну жестоким клетвама. У Сурачеву кажу: „Кој не пражњује тека га клнемо: „А Удри Џермане! А Удри Вртаоломе!" Према Џерману се исказује сграхопоштовање као према опасном
и врло ћудљивом непријатељу кога не треба срдити. После Бога, од њега је највећи страх („од-њег-ти зависи берећет, све"), па се празновање овог празника, упркос пуној радној сезони, одликује доследношћу и изузетно високом празничном дисциплином. Обављају се само послови око стоке и понеки ситнији посао у вези са припремом јела. Са истом строгошћу и доследношћу добри До празнује и Црни торник, и тамо се каже: „Исто је све како-и за Џбрмана. На тија-д вн је некада све смлатило и однело, и тека се народ зарекал, тија–д ни да празњује". Уочи, а још више у току празника, народ обнавља сећања причајући о непогодама каквих је било. Тако застрашују једни друге предањем и сећањем на зле облаке, и поново извлаче закључак да Џермана треба и даље строго празновати.

## Свети Илија
Светог Илију славе сва села у округу, али без посебног страхопоштовања, колико да га обележе поштујући хришћански верски календар. Многа села имају саборе, а и летње славе (Церев Дел, Црни
Врх и друга) o Светом Илији. Ево неколико примера који o томе говоре: „У Врелото, уз Драгану па према Гнојиште, излази цело село на Свети-Илију. Тиквењаци се напраје, банице, па-се једе, па горе на ночевиште лежимо. Поп излази, па·се коље јагње за молитву. А и за летњога Свети—Николу молитва" (Паклештица). 

## Обичаји за време градоносног облака
Период градоносних облака почиње средином маја и траје у току читавог јуна, а каткад захвата и почетак јула. Управо у то време, када је све засејано па расте и буја, цвета или класа и припрема прве плодове, стрепња је највећа. Тада сви „дизају главу ка виде облак" и брзо уочавају" ка наиде бел–облак", „ка–се зададе", „када загуди опасан облак". А такав облак најчешће долази из неуобичајеног правца, креће се врло брзо, иде испред великог тамног облака, иду орлови испред њега, прати га јака грмљавина и сл. Тада стока почиње да се сабија у гомилу, ветар одједном промени правац и лишће дрвећа почне да трепери вертикално. Народ сматра да испред таквог облака иду душе самоубица( „ удавеници ", „ обесеници" ).
Одмах се предузимају мере да се такав облак одбије или да се усмери у другом правцу, тамо где не може да направи велику штету, па се "усгу'ца", „препрача се", „напрачује се", „плаши се", „спира се", „свпира се", „отклања се", „одбива се", „да мине", „да замине", „да-се разнесе", „да–се растури", „да-се разбије", „да–се разиде", „да-се пресече", „да-се расече", „да–се разнесе", „ да–се преврне облакат", „да-се преврне"...
За стварање буке свуда се користи прасе или свиња, а употребљава се још и пушка, звоно, канта, кашике, машице (хватаљка за жар) , сач. Највећа бука настане када свуда у селу почне да скичи прасад или свиње и када звоне црквена звона. Из „иже“ (амбар) се свуда износе троношке столице, лопатица за жар, трпеза а ређе сто, кашике, машице, канта, сач, хлеб на трпези. Износи се и љуљашка са малим дететом, па се љуља, или се само изводи мало дете. Понегде изнесу и колевку. Од пољопривредних алатки свуда се износи секира и оставља „сас–рез нагоре да расече облакат", доста често се износи и мотика, а и она се тако поставља, а ретко још и коса. Од хришћанских симбола износе се и пале свеће од Бадње вечери, од изласка „на-крс", од Ђурђевдана, или било које друге свеће, а врло ретко још и ускршње јаје  и крстић од иверја са бадњака. Свуда се пред кућом пали слама од Бадње вечери, а неки пале још и бурјан, неки у ватру „соле" мекиње, а у једном случају је забележено и пржење сланине „надвор малко да замерише". У једном случају (у селу Проваљеник) забележено је и изношење „круга". Само у неколико случајева секира се окреће са резом наниже, ка земљи, иначе је рез увек навише. На Старој планини кажу: „Нагодимо секат на сећируту, да пресече облакат". 
Од магијских обреда још спадају и замахивање косом као да се коси, бацање ускршњег јајета преко крова, гутање града, ваљање људи, ваљање предмета, превртање одеће, изношење жара на
пут, помињање чуда у селу, показивање женског полног органа (или бар задњице, своје или дечје) и дозивање орлова и душа самоубица.
Затим се, најчешће, и то на читавом подручју, упућује у Стару планину, пошто облаци иду у том правцу када је ситуација нормална, а никад се не упућује на Суву планину. Упућује се још „у планину", „у пусту планину", „у г6ру", „у густу rоpy", „у крио јеље", „далеко", „далеко, у гору", „у гору и у воду", „у воду, низ-воду, у гору".
А ако град наставља да пада и да уништава, онда се у помоћ позивају Бог, Богородица, свеци: „Леле, Боже, леле, какво че једемо (Војнеговац), „свети–Илијо, света-Маријо / раскри попе, покри поље" (Љуберађа), „свети-Илијо, света-МарИјо / пренеси га, "Џермане" (Осмаково). А Џерману се саветује да га пренесе „сас ложичку, сас паничку" (Трнски Одоровци).